# Bartolomé
Bartolomé (selten: Bartolome) ist ein männlicher Vorname und Familienname.

## Herkunft und Bedeutung
Bartolomé ist eine spanische Form von Bartholomäus.

## Namenstag
24. August

## Bekannte Namensträger

### Vorname
- Bartolomé Bermejo (um 1430–nach 1496), spanischer Maler
- Bartolomé Carducho (um 1560–1608), italienischer Maler
- Bartolomé de Carranza (1503–1576), Erzbischof von Toledo, Opfer der spanischen Inquisition
- Bartolomé Castagnola (* 1970), argentinischer Polospieler
- Bartolomé de Las Casas (1484–1566), spanischer Jurist und Dominikaner
- Bartolomé Esteban Murillo (1618–1682), spanischer Maler
- Bartolomé García de Nodal (1574–1622), spanischer Entdecker
- Bartolomé Masó (1830–1907), kubanischer Unabhängigkeitskämpfer und Präsident der Untergrundsregierung
- Bartolomé Mitre (1821–1906), argentinischer Präsident
- Bartolomé Pérez (de la Dehesa) (1634–1698), spanischer Maler und Bühnenbildner

### Familienname
- Miren Bartolomé (* 1998), spanische Stabhochspringerin

## Sonstiges
- Bartolomé (Galápagos) heißt eine der Galápagos-Inseln